# Nos doigts se sont croisés
Pour le geste, voir doigts croisés.
Albums de Jean-Jacques Debout
Les Boutons dorés Si
Nos doigts se sont croisés est un album de Jean-Jacques Debout paru le 30 novembre 1964 chez Vogue.

## Pistes
1. Nos doigts se sont croisés
2. Si tu vois Christine
3. Je regrette
4. Va danser
5. Emporte avec toi
6. C'était la nuit
7. Aux accords de guitare
8. Préviens les amis, préviens les copains
9. Que ne vienne jamais
10. Un rien te rend triste
11. Je ne sais pas, ne sais pas
12. La Lanterne rouge